# 말의 털색

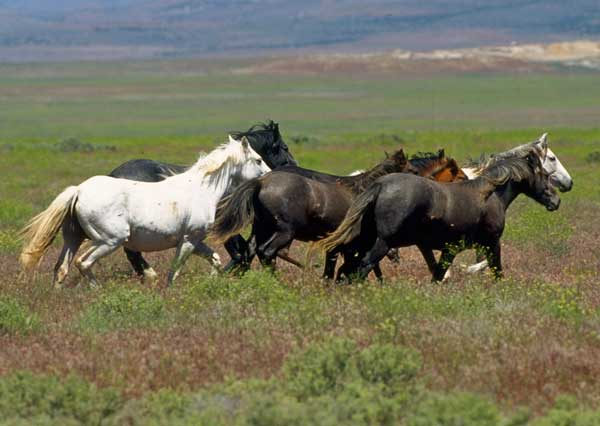

말의 피모색은 여러가지이다. 흰색의 백마, 검은색의 흑마 등이 있다.
말은 다양한 털 색깔과 독특한 무늬를 나타낸다. 이를 설명하기 위해 전문적인 어휘가 발전했다.
대부분의 말은 일생 동안 동일한 색상을 유지하지만 일부 말은 몇 년이 지나면 태어날 때와 다른 털 색상으로 변한다. 대부분의 흰색 무늬는 태어날 때부터 나타나며, 건강한 말의 기본 피부색은 변하지 않는다. 일부 말의 털색은 예를 들어 말 품종(예: Friesian)과도 관련이 있다.
말의 털 색깔 유전학의 기본 개요는 대부분 해결되었으며, 말이 특정 색깔의 자손을 가질 가능성을 결정하는 DNA 테스트가 일부 색상에 대해 개발되었다.